# Mamed Agayev
Mamed Agayev (en armenio: Մամեդ Աղաև; Vanadzor, 26 de mayo de 1976) es un deportista armenio que compitió en lucha libre. Ganó una medalla de plata en el Campeonato Europeo de Lucha de 2003, en la categoría de 84 kg.

## Palmarés internacional
| Campeonato Europeo | Campeonato Europeo | Campeonato Europeo | Campeonato Europeo |
| Año                | Lugar              | Medalla            | Categoría          |
| ------------------ | ------------------ | ------------------ | ------------------ |
| 2003               | Riga (Letonia)     | Medalla de plata   | 84 kg              |